# Vankó Richárd
Vankó Richárd (Budapest, 1915. október 16. – 2006. március 5.) Kossuth-díjas gépészmérnök, egyetemi tanár, Vankó Péter fizikatanár apja.

## Élete
Vankó Richárd a Fasori Evangélikus Gimnáziumban érettségizett. 1939-ben gépészmérnöki oklevelet szerzett a Budapesti Műszaki Egyetemen, ahol aztán 1939 és 1950 között tanársegéd volt. Ezután megbízott előadó lett a Miskolci Egyetemen is. 1956-tól főállású egyetemi tanár volt. 1987-ben elnyerte a műszaki tudomány kandidátusa fokozatot.

## Kitüntetései
1957-ben Kossuth-díjban részesült.